# Boris Godunov (opera)
Boris Godunov je opera v štirih dejanjih (osmih slikah) Modesta Petroviča Musorgskega z ljudskimi prizori. Libreto je napisan skladatelj sam po Puškinovem istoimenskem besedilu. Z uglasbitvijo je skladatelj začel septembra 1868. Naslednje leto v novembru je bilo delo dokončano, med zimo 1869/70. pa je opero inštrumentiral. Prva zasnova opere je bila mnogo krajša, kakor poznejša; imela je le šest slik. K predelavi so ga nagovarjali prijatelji in tudi gledališko vodstvo, ki je v jeseni leta 1870 odklonilo uprizoritev »Borisa Godunova« z razlogom, da ima preveč zborov in nastopov množice, glavne solistične vloge pa da so občutno prekratke. Tako se je leta 1871 med predelavo opere preselil k svojemu prijatelju Nikolaju Rimskemu-Korsakovu. Musorgski je zložil več novih scen k operi, ki jo je tudi drugače temeljito predelal.
Tako je bila prva izvedba 24. februarja 1874 v Peterburgu. Po smrti Musorgskega je Rimski-Korsakov ponovno temeljito predelal »Borisa Godunova« in ga popolnoma na novo inštrumentiral. V novi obliki je prišel zopet
v spored peterburške opere in v tej obliki opero večinoma izvajajo še danes.

## Osebe
- Boris Godunov, ruski car - bariton
- Feodor in Ksenija, njegova otroka
- Dojilja
- Knez Vasilij Ivanovič Šujski
- Andrej Ščelkalov, tajni pisar
- Pimen, kronist in menih - bas
- napačni Dimitrij (Grigorij Otrepjev) - tenor
- Marina Mnišek, hči vojvode Sandomirskega
- Varlaam in Misajil, vagabunda
- krčmarica
- bebec
- Nikitič, valpet - bas
- osebni bojar
- bojar Hruščov
- Černjakovski in Lovicki, jezuita
- vodja straže
- Ljudstvo, bojarji, strelci, straže, magnati, poljske plemkinje, romarji.

## Vsebina
Godi se v letih od 1598 do 1605.

### Prolog

#### Prva slika
Dvorišče novodevičjega samostana v bližini Moskve. 
Birič priganja ljudstvo, naj poklekne in prosi Borisa, da bi zasedel ruski prestol. Tajnik razglasi, da je Boris neizprosen. Romarji se bližajo; delijo amulete ter pozivajo ljudstvo, naj gre naproti carju, ki se je po daljšem obotavljanju le odločil sprejeti carsko žezlo.

#### Druga slika
Trg v moskovskem Kremlju. 
Ljudstvo pozdravlja svojega novega vladarja. Med svečanim kronanjem Boris prosi Vsemogočnega za blagoslov, nato povabi ljudstvo k današnjemu slavju. Povorka se obrne proti katedrali.

### Prvo dejanje

#### Prva slika
V Čudovskem samostanu. 
Pimen sedi pri skromni leščerbi in piše kroniko. Grigorij Otrepjev se prebudi in pripoveduje svoje sanje, ki so se mu že tretjič ponovile. V sanjah je po strmih stopnicah šel na visok stolp in videl, kako se mu moskovsko ljudstvo porogljivo posmehuje in kako kažejo nanj s prstom; ko je padel, se je prebudil. Od starega meniha Pimena Grigorij izve, da bi imel umorjeni carjevič, ki ga je dal Boris umoriti, sedaj okrog 20 let in je približno Grigorijeve starosti. Tako piše v kroniki, ki naj bi jo nekoč nadaljeval Grigorij. Usoda ubogega carjeviča se je Grigorija močno dotaknila. Borisu prerokuje kazen božjo.

#### Druga slika
V krčmi ob litovski meji. 
Krčmarica poje veselo pesem. Dva pobožna meniha Misail in Varlaam vstopita; pridružil se jima je spotoma še Grigorij Otrepjev, da bi laže prišel preko ruske meje. Varlaam zapoje pesem o Ivanu Groznemu; pri kozarčku vina po staja vedno bolj žlahtne volje. Dobrosrčna krčmarica opiše Grigoriju skrivno stezo, ki pelje čez mejo v Litvo. Medtem vstopi ob mejna patrulja, ki ima tiralico za pobeglim Grigorijem. Ker načelnik straže ne zna brati, opravi to Grigorij, ki prikroji tiralico tako, kakor da bi se nanašala na Varlaama. Ta se brani aretacije in iz listine ugotovi prave podatke v tiralici. Vsi spoznajo, da je Grigorij zasledovani begunec, preden pa ga primejo, skoči ta skozi okno in zbeži proti litovski meji.

### Drugo dejanje
V carski sobi moskovskega Kremlja. 
Carična Ksenija objokuje smrt svojega zaročenca, prestolonaslednik, carjevič Feodor pa študira pri atlasu. Dojilja poje tragikomično pesmico o muhi, mravlji in kobilici, da bi carično razvedrila. Feodor sledi vzgledu dojilje in tudi sam zapoje veselo pesem. Boris vstopi ter nežno pozdravi svoja otroka. Ko ostane s Feodorjem sam, mu govori o težki vladarjevi odgovornosti. Carjevič odide, nato vstopi knez Šujski. Car ga ne sprejme preveč prijazno, ker je izvedel, da se druži z upornimi bojarji. Knez je prišel Borisu sporočit, da se baje iz Poljske bliža lažni Dimitrij, ki ga podpirajo kralj, papež in plemstvo. Šujski mora še enkrat podrobno poročati o umoru carjeviča v Ugliču, toda Borisa tako pretrese to pripovedovanje, da ga prekine in Šujskega odslovi. Boris je pod težo svoje vesti ves strt in bolan. Pred očmi se mu prikaže privid mrtvega otroka. Od bolečin skrušeni car prosi Boga usmiljenja.

### Tretje dejanje
V grajskem vrtu. 
Lažni Dimitrij pričakuje svojo ljubljeno Marino Mnišek, hčerko vojvode iz Sandomira na Poljskem. Marina ni zaljubljena, temveč samo častihlepna. Želi si postati ruska carica, zato podpihuje Dimitrija na boj in mu obljubuje ljubezen, če bo postal car velike Rusije.

### Četrto dejanje

#### Prva slika
Gozdni rovt pod mestom Kromi. 
Pristaši Otrepjeva (lažnega Dimitrija) so naščuvali sodrgo zoper Borisa in njegovo oblast. Gruča vagabundov privede zvezanega Borisovega bojarja Hruščova, zamašijo mu usta ter ga zasmehujejo. Medtem pride blazni Ivanič, simbol uboge Rusije, ki jo lahko tepta vsak, komur se hoče. Tudi iz njega se drhal norčuje. Meniha Misail in Varlaam ščuvata s svojimi pesmimi ljudstvo zoper Borisa in navdušujeta za »plemenitega carja Dimitrija«. S fanatičnim izbruhom vsi zahtevajo smrt carjevičevemu morilcu, toda ko zaslišijo petje jezuitov »Salvum fac regem«, se ves srd obrne na te krivoverce; čeprav se tudi ti poganjajo za Demetriusa, zahteva množica njihovo smrt. Tedaj prijezdi na konju Dimitrij in reši jezuita iz rok množice, tudi bojarja Hruščova reši, ki se iz hvaležnosti priključi ljudstvu v boju za novega carja. Vsi odidejo, le blazni Ivanič ostane sam in izpove svojo tožbo ubogemu narodu.

#### Druga slika
V Kremlju. 
Bojarji se posvetujejo o kazni, ki naj doleti lažnega Demetriusa, če jim pade v roke. Šujski, ki je nekoliko zamudil, pripoveduje bojarjem o carjevi težki bolezni. Car Boris se kljub bolezni udeleži posvetovanja. Kmalu za njim pride starček Pimen — naročil ga je nalašč Šujski. — Ta pripoveduje o čudežih, ki se dogajajo na grobu ubitega carjeviča. To pripovedovanje stre Borisu zadnje sile. Car čuti bližino smrti, poslovi se od svojega sina in hoče v samostan, da bi našel tam odpuščanje za svoj strašni greh. Toda smrt ga dohiti poleg prestola, katerega je osvojil na tako grozen način.